# Кърнаре
Кърнаре е село в Южна България. То се намира в община Карлово, област Пловдив.

## География
Село Кърнаре се намира в подножието на Стара планина.

## История
Името на селото е от турски произход и преведено на български означава „полето“. До Освобождението е чисто турско село, което започва да се заселва с българи след Съединението от 1885 г., най-вече от Троянско. В книгата си „Стари градища и друмове“ известният историк Петър Мутафчиев дава друга интерпретация на името на селото, като свързва корена му със спомена на по-късните български заселници за най-ранните такива, които били „кърдисани“ от турците („изклани“). В началото на ХХ век то вече има определено български облик. Било е със стратегическо положение, тъй като лежи на пътя за Троянския проход и по тази причина турците са избили и разселили българите при завоюването на земите ни през XIV век, които живели по тези места и колонизирали селото с турци.

Във връхните моменти на комунистическата диктатура през 1947 – 1955 г. село Кърнаре е единственото село в България, което успява да си построи църква. Това е храмът „Св. Великомъченик Георги Победоносец“. Населението в огромната си част е източноправославно, има и малко цигани-мюсюлмани.

## Културни и природни забележителности
Троянският проход (Беклемето) е един от основните пътища, свързващи северна и южна България. Дълъг е около 50 км, а най-високата му точка е на 1565 м н.в. Свързва град Троян със село Кърнаре в Карловското поле.
На места в района са запазени фрагменти от древния римски път, прочутата Виа Траяна – пътят на Траян. Тук по времето на римския император Траян Август започва строителството на пътната артерия с крепости около нея. Северно от прохода се намирала крайпътната станция Ад Радицес, южно – Суб Радицес, а в района на Беклемето – билната крайпътна станция Монтемно (Монте Аемо), от която се намират останки от основите. Събирайки в себе си няколко селищни пътеки, пътят е преминавал през девет тракийски селища и укрепления в района на Троянска община, на туристическото градче Беклемето, връх Курт хисар (Вълча крепост) на югоизток и е слизал в района на село Христо Даново. Трасето е част от пътя Ескус – Филипопол, осъществявал една от най-преките връзки от Дунавския лимес до провинция Тракия. Той е свързвал Крайдунавския с Централния път пресичайки Хемус през днешния Троянски проход.
Близо до Троянския проход е разположен паметникът (арка) на връх Горалтепе, намиращ се на 15 минути ход източно от най-високата точка от прохода Беклемето. До нея се стига по тесен, асфалтиран път, от южната страна на билото, през местността Костов полугар, покрита с обширни пасища. На арката чрез барелефи са изобразени хайдути, руски войници, жени в народни носии. Върховата част на паметника е площадка, от която на север се виждат долините на Бели Осъм и Троян, а на юг се разкрива гледка към Средна гора, Родопите и Рила.

## Икономика
Западно от селото е разположен завод за лагерни гривни на „СКФ Берингс България“.

## Галерия
- Кметство Карнаре
- ОУ „Васил Левски“
- Църквата „Св. Георги Победоносец“